# 恋するソワレ
『恋するソワレ』は、のコミックシーモアのオリジナルコミック編集部「シーモアコミックス」が運営する少女マンガレーベル。キャッチコピーは「オトナ女子を潤す、ごほうびコミック」。
略称は「恋ソワ」。
配信日は主に毎週土曜日（5週目は休刊）。また、毎月第一日曜、第三土曜日にはファンタジー作品を配信。

## 連載作品
※2025年6月号時点
- ３歩前のユウウツ （ナツハル）
- 君のために弾くショパン （長江朋美）
- うそつき＊ラブレター （やまがたさとみ）
- この男は人生最大の過ちです [3]（九瀬しき）
- ふつうの彼女【コミックシーモア毎月マンガ賞受賞作品無料版】 （あきさと）
- パシオン （紙尉ユビ）
- わたしの好きな人は、 （ももたあこ）
- 恋のいろをおしえて。【コミックシーモア毎月マンガ賞受賞作品無料版】 （者鐘シイ）
- 朝日の境界【コミックシーモア毎月マンガ賞受賞作品無料版】 （柊とろ）
- ひょいっとパンダやってます。 （のもまりの）
- いつだって運命の恋なんて行方不明 （雛希ゆた）
- デブとラブと過ちと！ [4][5][6]（ままかり）
- 王子様と恋、はじめます （三隅）
- ソラの雫(フルカラー) （KKIE）
- ただいま、おじゃまされます！(フルカラー) （和戸村）
- 椎名さん、沼ってます。 （あめこ）
- 【無料】終電なふ・た・り 旅 ～飛鳥路いろは～ （夢来鳥ねむ ／ 多々田ヨシオ ／ 芽獅）
- 転生婚 （ココハル）
- 妖狐の旦那さま～大正花嫁奇譚～ （もものもと）
- 低体温男子になつかれました。[7] （三星マユハ）
- 冥界の王の嫁 （瀬緒ひかる）
- 私が獣になった夜～初恋の先生との夜、大人になりたい私～ （うめだ悠）
- 東郷家へ嫁いだ話 （清水奏良）
- 最下層から逃れてきた宮女見習いは虎皇帝の花嫁となる （高橋ミサ）
- 恋をするには100年早い （楠もこ）
- 使用人令嬢の受難 ～記憶喪失の婚約者と二度目の恋～ （としなが朋佳）
- 龍神様の花嫁 （夏川アヤネ）
- 地球外生命体・マル （ダムダム）
- コンサルタント嬢、アマルティアの婚姻 （橙乃モト）
- 死ぬはずだったあの日、私はプリンセスになった。 （白鳥希美）
- ゆかりくんはギャップがずるい （あんどうまみ）
- 洸生くんに推されるなんて聞いてません （実村やこ）
- 龍の花贄～生贄の私が幸せになるまで～ （烏丸紫明 ／ 絹越まこと）
- cue!!![キュー!!!] （鈴木有布子）
- 魔女の娘エリザと王子の恋 （深原にな）
- 黒田家の身代わり花嫁 （寺岡さこ）
- その男、花嫁の下僕につき （武田愛子）
- ただのモブなのに、侯爵家跡取りの保護者になりまして(フルカラー) （TADA ／ Eun Solim ／ Dog）
- 幽閉されていた不遇少女は吸血鬼貴族に愛される （アポポ ／ 小椋康平）
- こちら「運」命の恋ですか？ （橘えいこ）
- S級ダンジョンの女主人は悪魔にも勇者にも溺愛される(フルカラー) （ハド ／ チェ・ドクグ ／ ジョンア）
- 限界OL、恋がしたくてタイムスリップしました。 （櫻井まり）
- あの頃の君より、ずっと好き （安理由香 ／ Motioka）
- 宇宙が終わるまでに恋したい （瀬川葵 ／ 浅田悠介）
- 彼女のエンドロール～さよならまであと半年～ （四ツ原フリコ）
- 初めては、弟のトモダチでした （赤月すみれ）
- 死に戻り転生少女と運命の恋 （雪空）

## 過去の連載作品
- いじわる執事と貧乏セレブ （猫伯爵）
- 終電なカ･ン･ケ･イ （多々田ヨシオ ／ 芽獅）
- 道楽探偵の遁走曲 （ハルタハナ）
- 紳士の特等席～ミルクと砂糖で召し上がれ～ （玉田アサ）
- 幸田さんを信じちゃいけない （ナツハル）
- ココロポリープ ～明かりの灯る箱～ （平田京子）
- 酔いどれアモール （玉田アサ）
- 崖っぷちの女神～飲んだくれのバッカンテ～ （田中ててて）
- どうぞ、オカマいなく （多々田ヨシオ ／ 芽獅）
- ウブと男前 （咲）
- 道楽探偵はなにも知らない （ハルタハナ）
- 美味しいカラダほぐします （玉田アサ）
- ブルー･マリッジ （高橋ミサ）
- 崖っぷちの女神 ～借家暮らしのアフロディーテ～ （田中ててて）
- 毒舌執事～アールグレイは恋のツンデレ味で～ （しゃあた）
- 薬指におあずけのキス （米谷たかね）
- シークレット×シークレット （しゃあた）
- 好き、こわい。 （もりひのと）
- 絵空事奇聞 （ハルタハナ）
- おいもわかいも! （鈴里ハル）
- うた‐かた 【泡沫】 （アヤコ）
- あいにゆく （小嶋雅子）
- ハマっちゃった2人の事情 （とりにく）
- 愛と勇気だけがトモダチ （ユキチ）
- First Love （神月ひな）
- いちゃこら保育園へようこそ （アヤコ）
- ドエス×オトナ×イヤミ （オザキミカ ／ アヤコ）
- 完全服従ラバーズ （しゃあた）
- リアル ガール （神月ひな）
- センセイが泣いた理由(ワケ) （ヨシザワ）
- あまつそらなる （もりひのと）
- ナオナオはご機嫌ななめ （桜香織）
- ペントハウスの恋人たち （久米夏生）
- 吉祥寺紳士倶楽部 （祐也）
- ウブと男前～薬指のカウントダウン～ （咲）
- 紳士さまはお馬に乗って （梅田いるか）
- ヒゲもじゃ浪漫ティック （平田京子）
- 崖っぷちの女神 ～雲隠れのアルテミス～ （田中ててて）
- 冷めないうちに召し上がれ! （Mujica）
- ｢ただいま、野生男子と遭難中!｣ （桜咲和美）
- 箱庭王子 （ハルタハナ）
- 2泊3日、恋をした （ナツハル）
- 幸田さんに恋しちゃいけない （ナツハル）
- 終電なふ･た･り （多々田ヨシオ ／ 芽獅）
- 鈴村さん、また怒ってます？ （成夏万智）
- らびあんりゅねっと （須田さぎり）
- イケナイ☆太陽 （のもまりの）
- 食KINGダンディー （平田京子 ／ アヤコ）
- つゆつゆミッドナイト （多々田ヨシオ ／ 芽獅）
- アブナイお遊戯 （セイジュン）
- 乙女と猛獣Ψひとつ屋根の下 （芹沢由紀子）
- まちがった恋をしよう （百乃モト）
- 白衣のアクマに花束を （田久よう子）
- いとおかし ～スイーツな予感～ （夢来鳥ねむ）
- ななせ先生の官能的ヒミツ （木村琴々）
- つづきは制服をぬいでから （四ツ原フリコ）
- 151 イチゴイチエ ～セーラー服防衛前線!～ （田中ててて）
- 部長はずるいひと （むつきらん）
- センセイ、お手をどうぞ？ （小鳥遊そら）
- 俺の前でポーズをとれ （祐也）
- ふぞろいのマリアージュ （桜香織）
- これは恋ではない （Mujica）
- 神山教授の日々是好日 （玉田アサ）
- 変身願望コンパーレ （ナツハル）
- 女の子をひろって （好野りかこ）
- 結婚する気はありません! （朝日奈ミカ）
- やさしいペテン師さま （四ツ原フリコ）
- 跪いて嘘に口づけ （ゆうき莉子）
- 151 イチゴイチエ ～Talking with him on the roof～ （田中ててて）
- ふたりのお部屋～絶対ヒミツの一週間～ （ハルタハナ）
- カワイイと腹黒 （千秋りえ）
- 先生、先生、先生 （四ツ原フリコ）
- パパと先生と私、ナイショの関係★ （Mujica）
- 星名さんは男心がわからない （田久よう子）
- ベートーベン・ウィルス～ふたりの天才（カレ）と恋愛感染～ （木村琴々 ／ ホン・ジンア ／ ホン・ジャラム）
- エレガント・マン （のもまりの）
- 嫌いは好きよりモノをいう(フルカラー) （Nanami ／ Suri）
- 永遠の愛は誓いません！(フルカラー) （寿シン ／ Rickey）
- 151 イチゴイチエ ～僕の愛しい1/2の恋人～ （田中ててて）
- 8億稼ぐ43歳の恋 （IKARING）
- ふたり暮らしはじめます！ （雛希ゆた）
- 砂糖菓子と香辛料 （雛希ゆた）
- 教授にくびったけ！ （雛希ゆた）
- ひとまずすすめ－こじらせ女子のイマドキ物語－ （ナツハル ／ コモリマキ）
- イケメンは正義です! （高橋ミサ）
- 金魚の夜(フルカラー) （KKIE）
- 最終バスで待ってます （そうだすい）
- 先生のメガネからみえる優しい世界 （栗生つぶら）
- 151 イチゴイチエ ～偏屈オヤジと珈琲時間、時々ネコ～ （田中ててて）
- ミドルと小悪魔～攻めたいアナタ～ （のもまりの）
- 父娘になりました（仮） （そうだすい）
- さくら色のおはなし （九瀬しき）
- 家政夫のナギサさん[8] （四ツ原フリコ）
- 先生、ありえないですか？ （九瀬しき）
- メロイックなキスをあなたに （邑咲奇）
- 恋するソワレ （シーモアコミックス）
- 永久指名おねがいします！ （カナエサト）
- ♂♀生き残りゲーム （蘭子）
- きょう、離婚しますがなにか？ （田久よう子）
- 私、30になりました。～Born in ’85～(フルカラー) （HIKO）
- 君に捧げるスイート・ケーキ （雛希ゆた）
- サラソウジュ （邑咲奇）
- 彼氏の浮気現場で元カレと!? （かいだ広）
- となりのメガネ王子とヤンキーと！ （千秋りえ）
- ナツメくんなんか好きじゃない （シバタヒカリ）
- KOIの病は治らない！ （青星早奈）
- パシオン【コミックシーモア毎月マンガ賞受賞作品無料版】 （紙尉ユビ）
- ただし恋はキライのあとで(フルカラー) （Rickey ／ ILWOEL）
- ふつうの彼女 （あきさと）
- エロチカ☆49 （のもまりの）
- いちばん長い夜をよろしく （田久よう子）
- エロチカ☆45 （のもまりの）
- ぼくがオチるのは時間の問題 （そうだすい）
- 初恋人魚【コミックシーモア毎月マンガ賞受賞作品無料版】 （白湯）
- 恋のいろをおしえて。 （者鐘シイ）
- 初恋人魚 （白湯）
- 結婚できないにはワケがある。 [9]（邑咲奇）
- ヲタクの彼女(フルカラー) （ユナ ／ タガビ）
- 整形シンデレラ [10]（四ツ原フリコ）
- 松岡、脱OLします。 （かいだ広）
- だれにも狙われてないけど最強SPに守られています。 （ダムダム）
- ユーレイが彼氏。 （毬島しろ）
- Pinky!【コミックシーモア毎月マンガ賞受賞作品無料版】 （柳さわ）
- 三ツ島さんはスキが言えない （橘えいこ）
- 好きな男にフラれた夜、甘い男に拾われた。 （青星早奈）
- バツイチ2人は未定な関係[11]（近由子）
- Pinky! （柳さわ）
- 触れたい、できない （ままかり）
- ケッカンラブ （白湯）
- これは、忍びの恋なので。 （春田ハナ）
- けいちゃん物語【コミックシーモア毎月マンガ賞受賞作品無料版】 （李ゆうか）
- 僕らは恋がヘタすぎる [12]（橘えいこ）
- けいちゃん物語 （李ゆうか）
- 男子高生の嫁 （田久よう子）
- 恋はないけど、結婚します！ （ダムダム）
- わたしは愛される実験をはじめた。 （渡部美朋 ／ 浅田悠介）
- 君がいない世界(フルカラー) （ドド ／ juheejo）
- 君がいない世界【タテヨミ】 （ドド ／ juheejo）
- すべての瞬間は君だった【タテヨミ】 （JH ／ Elluana）
- すべての瞬間は君だった(フルカラー) （JH ／ Elluana）
- 愛しのサノバビッチ （ああい幸）
- 鈴の鳴る海【コミックシーモア毎月マンガ賞受賞作品無料版】 （前川なごみ）
- 真夜中と彼と彼女と。【コミックシーモア毎月マンガ賞受賞作品無料版】 （IS）
- 先生、逃がしません！ （武田愛子）
- 0から始めるオフィスラブ （楠もこ）
- おカネの切れ目が恋のはじまり （青星早奈 ／ TBSテレビ・大島里美）
- 真夜中と彼と彼女と。 （IS）
- 鈴の鳴る海 （前川なごみ）
- 骨の髄まで好きといって （杏蜜）
- 成島くんとバラ色の日々 （九瀬しき）
- 600億円の恋人 （九瀬しき）
- 過ぎるカレの過ぎない夜に （九瀬しき）
- 普通とハイスペック （九瀬しき）
- ナルシストな先輩様に雇われました!? （三隅）
- 抜き差しならない二人 （江本晴）
- 若語マニア★ （毬島しろ）
- 秘密のフジョシ （のもまりの）
- 初恋事変 （深原にな）
- 君と最後の夏をもう一度 （前川なごみ）
- 3651日、足して恋して （土居あおか）
- 恋であれ 恋であれ 恋であれ （田久よう子）
- 猫も食わない契約結婚 （縞子）
- デザイナーは甘い嘘をつく （IS）
- Sugar Sugar Honey （鈴木有布子）
- 二人はいつも、ぎりぎりロマンティック!?(フルカラー) （近藤まこと ／ 日野佳奈）
- 19時半から打ち合わせ （坂倉オサム）
- でかウサギ飼いました （オザキミカ）
- ポリ婚！ （ああい幸）
- ワケありですが、甘さは極上です。 （瀬緒ひかる）
- 終活婚はじめました （ダムダム）
- 鉄さんは笑わない。 （まえざきもな）
- 悪役令嬢サリエルの夢 （大和わこ ／ エブリスタ・マロン株式）
- 男子高の国のアリス （椎葉きのこ）
- 吸蜜鬼のキスが甘すぎて困ってます！ （藤代香澄）
- 社畜な彼女と恋する支店長 （としなが朋佳）
- マイナス1000万の恋 （前川なごみ）
- 3651日、足して恋して【タテヨミ】 （土居あおか）
- 初恋事変【タテヨミ】 （深原にな）
- 君と最後の夏をもう一度【タテヨミ】 （前川なごみ）
- 愛されたくて整形しました （鈴木倫）
- デザイナーは甘い嘘をつく【タテヨミ】 （IS）
- スターな君がクズなわけ （IS）
- ただし、君に惚れている （かしこ）
- 冷血令嬢は、命を懸けてもバッドエンドを回避したい （春木理津加）
- 運命の恋人（彼）（のもまりの）
- 嘘つきな私たちの恋は （橘えいこ）
- 甘い2LDK、こたろーくんは私を逃がさない （瀬緒ひかる）
- 好いも病も （帯刀ヨコ）
- ワケありですが、甘さは極上です。【タテヨミ】 （瀬緒ひかる）
- キャンディ （鈴木有布子）
- ワケアリ！ （江本晴）
- そのくちづけには毒がある （椎葉きのこ）
- Love order made （寺岡さこ）
- 失恋なんてさせてやらない （らむ菜）
- 眠りに落ちても恋に落ちるな （ますだ悠）
- その顔、他の誰にも見せないで （ゐその）
- 公務員・ひつじさんはガードが堅い （二瀬イツ）
- DK妊婦・黒崎くんの出産 （櫻井まり）
- 私が獣になった夜～推し似男子との夜、ファンでいられない私～ （楠もこ）
- 私が獣になった夜～優しい男との夜、嘘の優しさはいらない私～ （矢島光）
- 救いあげて、そのまま愛でて （かしこ）
- 嘘つきは求愛のはじまり （武田愛子）
- ぼっちOLなのに、なぜか社内No.1に甘々にされてます!? （甘党レン）
- 甘えベタな私が愛されるには （ますだ悠）
- 恋舌。 （毬島しろ）
- 宮路夫婦は恋愛できない （小雨）
- 2番目に好きなひと。 （星名ひつじ）
- 青木くんとはお酒が飲めない （るかな）
- ピュア恋希望の安堂くん （らむ菜）
- とある男女のなれそめ話 （オザキミカ）
- 500万のシンデレラ （IS）
- 恋という毒を飲むことにした （かいだ広）
- 双思慕相転移【コミックシーモア毎月マンガ賞受賞作品無料版】 （とのはち）
- ゴマ塩とぷりん （鈴木有布子）
- 恋は異なもの美味なもの （鈴木有布子）
- 羊くんはオオカミ （三隅）
- 本部長殿、キスは契約違反です！(フルカラー) （J.O ／ YHN）
- 双思慕相転移 （とのはち）
- だから私たちは恋ができない （ますだ悠）
- 番くんはこの縁を離さない （かしこ）
- うちのお嫁婿 （とりのささみ）
- 隣のピカソくん （真田ちか）
- 酸いも甘いも分け合って－恋に疲れた私たち－ （あまねさくら）

## メディア化作品
| ドラマ作品名                 | キー局         | 放送時期          |
| ---------------------------- | -------------- | ----------------- |
| この男は人生最大の過ちです   | テレビ朝日系列 | 2020年1月 - 3月   |
| 家政夫のナギサさん           | TBS系列        | 2020年7月 - 9月   |
| 僕らは恋がヘタすぎる         | 朝日放送テレビ | 2020年10月 - 12月 |
| 結婚できないにはワケがある。 | 朝日放送テレビ | 2021年4月 - 6月   |
| バツイチ2人は未定な関係      | テレビ朝日系列 | 2022年1月         |
| デブとラブと過ちと!          | TOKYO MX       | 2022年11月 - 12月 |
| 整形シンデレラ               | BUMP           | 2025年3月 - 4月   |
| 低体温男子になつかれました。 | TOKYO MX       | 2025年5月 - 6月   |

| 作品                 | 放送年             | アニメーション制作 |
| -------------------- | ------------------ | ------------------ |
| デブとラブと過ちと！ | 2025年10月放送予定 | Marvy Jack         |